# Innoss'B
Innocent Didace Balume, dit Innoss'B, né le 5 mai 1997 à Goma, est un chanteur, rappeur, danseur, et auteur-compositeur-interprète congolais. 
Il est considéré comme le pionnier du genre musical Afrocongo, une fusion de la rumba congolaise, du ndombolo et du folklore musical africain.

## Biographie

### Jeunesse et débuts
Innoss'B naît en 1997 dans le quartier Mpendo dans la ville de Goma au Nord-Kivu. Il est issu d'une famille de musiciens. Son père est un danseur et sa mère une chantre de l'église. Il est le cadet d'une fratrie de 6 enfants. Il commence à chanter dès l'âge de six ans en tant que membre du groupe familial  Maisha Soul composé de ses Prince Agakhan Balume, Eric Fonkodji Balume, Achille Djibril Balume,. Le groupe se fait aussi appelé "Balume 4"   en référence aux Jackson Five. 

### Parcours
Innocent Didace Balume commence sa carrière en 2010 lorsqu'il remporte le concours de musique Vodacom Superstar, organisé par l'entreprise de télécommunication Vodacom. Ce prix lui permet  de collaborer avec la star américaine Akon, son mentor durant la compétition.
En 2013, il sort un mixtape composé de 8 titres intitulé Innocent Vol.1.
En février 2018, Innoss’B sort son single "Ozo Beta Mabe", qui le fait connaitre sur le continent africain,. Le clip vidéo atteint le million de vues sur YouTube en cinq mois,,. Ses singles à succès ultérieurs "Yo Pe", "Meme", "Archour", "Olandi", "Amina" et "Best", lui ont valu une reconnaissance internationale et une tournée européenne,.
En 2020,  il devient le premier musicien congolais à avoir plus de 100 millions de vues sur YouTube pour son remix "Yo Pe", mettant en vedette le chanteur tanzanien Diamond Platnumz,. En raison de la particularité de sa musique, en 2019, la BBC  le classe dans le top 5 des stars africaines  à suivre de prêt ,.
En décembre 2021, il sort son premier album, Mortel 06, composé de 15 titres. Des chansons, issues de l’album, telles que Mortel 06, Naomi Campbell, Adieu et Sukali cumulent des millions de vues sur YouTube.

## Discographie

### Mixtape
- 2013 :  Innocent Vol.1[16]

### Albums
- 2021 : Mortel 06[17]

### EP
- 2017 : Plus
- 2024 : Calcul

### Singles
- 2014 : Ola
- 2014 : Ça c'est bon
- 2015 : Pola
- 2015 : Eloko (en featuring avec Werrason)
- 2015 : Cha Cha
- 2016 : Pepele
- 2016 : Elengi (en featuring avec Koffi Olomide)
- 2017 : Logik
- 2018 : Ozo Beta Mabe
- 2019 : ‘’Dernière chance
- 2019 : Achour
- 2020 : Nous sommes l'avenir
- 2020 : Olandi
- 2020 : Best (en featuring avec Damso)
- 2021 : Meme[18]
- 2021 : No No (participation Rebo Tchulo)
- 2022 : Naomi Campbell (Album Mortel 06)
- 2022 : Muselu (en featuring avec Djizzo)
- 2023: Flex (en featuring avec Kaaris)
- 2023 : Maboko Milayi (participation Awilo Longomba)
- 2023: Kiss (en featuring avec Zuchu)
- 2023 : Mpiaka
- 2023 : Lipeka (participation Yemi Alade)
- 2024 : Sete (EP Calcul)
- 2024 : Chantier (EP Calcul)
- 2024 : Nikisa (participation  Djizzo, MC Baba et la Cité française)
- 2024 : Amapiupiu
- 2025 : Chilling[19]
- 2025 : Bwaka miso
- 2025 :  Désormais (en featuring avec Dany Synthé)

### Collaborations
- 2012 :  Dors pas tard (avec Lexxus Legal)

- 2017 : Dans l’os (avec X-Maleya)

- 2020 : Yomoko pona (avec Fabregas)

- 2021 :  Oko lelela Nani  (avec Samarino)

- 2021 : Kelebe (avec Rayvanny)

- 2021 : Tapé poto (avec Hiro) et (Suspect 95)

- 2022 : Quand j’aurai l’argent (avec Kocee)

- 2022 : Ikwusigo remix (avec J. Martins)

- 2022 : Mami Wata  (avecTenor)

- 2022 : Bayuma ba vida kala (avec Ferre Gola)

- 2022 : Gnohouzo (avec Soul Bang's)

- 2022 : à l’aise (avec Bruce Melodie)

- 2022 : Cabri mort remix (avec Shado Chris)

- 2023 : Loketo remix (avec Mputu Meya) et (Rebo Tchulo)

- 2023 : Bisous bye (avec Diesel Gucci)

- 2023 : Nani remix (avec Zuchu)

- 2023 : Caler son (avec Gaz Fabilouss)

- 2023 : Vanessa remix (avec Pson Zubaboy)

- 2023 : Lipeka (avec Yemi Alade)

- 2024 : C’est mon année (avec Josey)

- 2024 : Taxi (avec Koffi Olomide)

- 2024 : Pole Pole  (avec Vicky YM)

- 2024 : My baby oh (Naleli yo)  (avec Bryan MG)

- 2024 : Appétit (avec Fresh la Peufra)

- 2024 : Elle veut (avec DJ Kawest)

- 2024 : Envoyez nouveau (avec Apoutchou National)

- 2024 : Mbongo na ngai moko (avec Awilo Longomba)

- 2025 : Biloko (avec Cappucino LBG)

- 2025 : Bingiri (avec Willy Paul)
- 2025 : Angelina (avec Bizzy)

## Actions sociales
Innoss'B  crée  une fondation nommée Innocent Fondation (IF) pour venir en aide aux populations vulnérables dans plusieurs domaines. L'artiste fait preuve d'un fort engagement social, notamment à la suite de l'éruption du volcan Nyiragongo en mai 2021. Innoss' B a ainsi offert des maisons à des familles ayant tout perdu lors de cette catastrophe,. 

## Vie privée
Il est en couple avec la chanteuse Rebo Tchulo depuis plusieurs années et ont eu une fille en 2022.

## Distinctions et nominations
- En 2007, Innoss’B reçoit son premier titre de l’Artiste Révélation de l’année de la province du Nord-Kivu dans le festival Fotogo (La foire touristique de Goma).

- En 2010, il remporte le télé-crochet Vodacom supertar, parrainé par l’artiste américain Akon
- En 2012, il est élu révélation de l’année lors des Ndule awards
- En 2020, il est nommé aux Bet Awards dans la catégorie «Best International Act»
- Vainqueur des Headies awards en 2022 et 2025 dans la catégorie «Best central african artist of the year»